# José Patrício
José Gonçalves Martins Patrício foi representante permanente de Angola na Organização das Nações Unidas de 2000 a 2001. Exerceu as funções de Embaixador em Portugal entre Setembro de 1995 e Novembro de 1999.